# Remo nos Jogos Pan-Americanos de 2023 - Oito com misto
A competição do oito com misto do remo nos Jogos Pan-Americanos de 2023 foi disputada entre 21 e 25 de outubro de 2023 na Lagoa Grande, em San Pedro de la Paz. Um total de 18 remadores de 9 Comitês Olímpicos Nacionais (CON) participaram do evento.

## Calendário
Horário local (UTC−3).
| Data          | Hora  | Fase          |
| ------------- | ----- | ------------- |
| 21 de outubro | 12:00 | Eliminatórias |
| 22 de outubro | 11:20 | Repescagem    |
| 25 de outubro | 11:30 | Final B       |
| 25 de outubro | 12:00 | Final A       |

## Medalhistas
|  | USA Estados Unidos |  | CHI Chile |  | CUB Cuba |
|  | Cristina Pretto Isabella Darvin Lauren Miller Hannah Paynter James Plihal Mark Couwenhoven Ezra Carlson Alexander Hedge Colette Lucas-Conwell |  | Christina Hostetter Victoria Hostetter Óscar Vásquez Ignacio Abraham Antonia Abraham Melita Abraham Alfredo Abraham Francisco Lapostol Isidora Soto |  | Ana Jiménez Milena Venega Andrey Barnet Leduar Suárez Natalie Morales Yariulvis Cobas Carlos Ajete Reidy Cardona Juan Carlos González |

## Resultados

### Eliminatórias
Os vencedores de cada bateria se classificam à Final A, os restantes disputam a repescagem.
Bateria 1
| Pos. | Remadores | CON                | Tempo   | Notas |
| ---- | --- | ------------------ | ------- | ----- |
| 1    | Christina Hostetter Victoria Hostetter Óscar Vásquez Ignacio Abraham Antonia Abraham Melita Abraham Alfredo Abraham Francisco Lapostol Isidora Soto (T) | CHI Chile          | 5:58.47 | FA    |
| 2    | Cristina Pretto Isabella Darvin Lauren Miller Hannah Paynter James Plihal Mark Couwenhoven Ezra Carlson Alexander Hedge Colette Lucas-Conwell (T)       | USA Estados Unidos | 5:58.51 | R     |
| 3    | Abby Speirs Olivia McMurray Emerson Harris Stephen Harris Quinn Storey Connor Attridge Abigail Dent Leia Till Kristen Kit (T)                           | CAN Canadá         | 6:08.60 | R     |
| 4    | Shaiane Ucker Dayane Pacheco Milena Viana Maria Clara Lewenkopf Bernardo Boggian Tomas Levy Alef Fontoura Piedro Tuchtenhagen Isabella Ibeas (T)        | BRA Brasil         | 6:19.86 | R     |

Bateria 2
| Pos. | Remadores | CON           | Tempo   | Notas |
| ---- | --- | ------------- | ------- | ----- |
| 1    | Ana Jiménez Milena Venega Andrey Barnet Leduar Suárez Natalie Morales Yariulvis Cobas Carlos Ajete Reidy Cardona Juan Carlos González (T)                | CUB Cuba      | 6:10.47 | FA    |
| 2    | Oriana Ruiz Clara Galfre Ingrid Marcipar Olivia Peralta Joaquín Riveros Martín Mansilla Emiliano Calderón Santiago Deandrea Joel Infante (T)             | ARG Argentina | 6:19.36 | R     |
| 3    | Melissa Márquez Daniela Altamirano Tomás Manzanillo André Simsch Ricardo de la Rosa Marco Velázquez Ximena Castellanos Devanih Plata Myrtha Constant (T) | MEX México    | 6:20.84 | R     |
| 4    | Gabriela Mosqueira Eliana Sosa Alberto Portillo Fiorella Rodríguez Ahilin Sanabria Arturo Rivarola Matías Ramírez Nicolás Villalba Adriana Sanabria (T)  | PAR Paraguai  | 6:26.37 | R     |

### Repescagem
Os quatro primeiros da repescagem se classificam à Final A, os restantes disputam a Final B (fora da chance por medalhas).
| Pos. | Remadores | CON                | Tempo   | Notas |
| ---- | --- | ------------------ | ------- | ----- |
| 1    | Cristina Pretto Isabella Darvin Lauren Miller Hannah Paynter James Plihal Mark Couwenhoven Ezra Carlson Alexander Hedge Colette Lucas-Conwell (T)        | USA Estados Unidos | 5:54.79 | FA    |
| 2    | Abby Speirs Olivia McMurray Emerson Harris Stephen Harris Quinn Storey Connor Attridge Abigail Dent Leia Till Kristen Kit (T)                            | CAN Canadá         | 6:00.72 | FA    |
| 3    | Oriana Ruiz Clara Galfre Ingrid Marcipar Olivia Peralta Joaquín Riveros Martín Mansilla Emiliano Calderón Santiago Deandrea Joel Infante (T)             | ARG Argentina      | 6:06.08 | FA    |
| 4    | Shaiane Ucker Dayane Pacheco Milena Viana Maria Clara Lewenkopf Bernardo Boggian Tomas Levy Alef Fontoura Piedro Tuchtenhagen Isabella Ibeas (T)         | BRA Brasil         | 6:08.39 | FA    |
| 5    | Melissa Márquez Daniela Altamirano Tomás Manzanillo André Simsch Ricardo de la Rosa Marco Velázquez Ximena Castellanos Devanih Plata Myrtha Constant (T) | MEX México         | 6:12.93 | FB    |
| 6    | Gabriela Mosqueira Eliana Sosa Alberto Portillo Fiorella Rodríguez Ahilin Sanabria Arturo Rivarola Matías Ramírez Nicolás Villalba Adriana Sanabria (T)  | PAR Paraguai       | 6:21.75 | FB    |

### Finais
As regatas finais definem as posições de todos os remadores. Na Final A são decididos os medalhistas.
Final B
| Pos. | Remadores | CON          | Tempo   | Notas |
| ---- | --- | ------------ | ------- | ----- |
| 7    | Melissa Márquez Daniela Altamirano Tomás Manzanillo André Simsch Ricardo de la Rosa Marco Velázquez Ximena Castellanos Devanih Plata Myrtha Constant (T) | MEX México   | 6:23.60 |       |
|      | Gabriela Mosqueira Eliana Sosa Alberto Portillo Fiorella Rodríguez Ahilin Sanabria Arturo Rivarola Matías Ramírez Nicolás Villalba Adriana Sanabria (T)  | PAR Paraguai | BUW     |       |

Final A
| Pos.              | Remadores | CON                | Tempo   | Notas |
| ----------------- | --- | ------------------ | ------- | ----- |
| Medalha de ouro   | Cristina Pretto Isabella Darvin Lauren Miller Hannah Paynter James Plihal Mark Couwenhoven Ezra Carlson Alexander Hedge Colette Lucas-Conwell (T)       | USA Estados Unidos | 5:54.26 |       |
| Medalha de prata  | Christina Hostetter Victoria Hostetter Óscar Vásquez Ignacio Abraham Antonia Abraham Melita Abraham Alfredo Abraham Francisco Lapostol Isidora Soto (T) | CHI Chile          | 5:55.17 |       |
| Medalha de bronze | Ana Jiménez Milena Venega Andrey Barnet Leduar Suárez Natalie Morales Yariulvis Cobas Carlos Ajete Reidy Cardona Juan Carlos González (T)               | CUB Cuba           | 5:58.50 |       |
| 4                 | Abby Speirs Olivia McMurray Emerson Harris Stephen Harris Quinn Storey Connor Attridge Abigail Dent Leia Till Kristen Kit (T)                           | CAN Canadá         | 5:58.70 |       |
| 5                 | Shaiane Ucker Dayane Pacheco Milena Viana Maria Clara Lewenkopf Bernardo Boggian Tomas Levy Alef Fontoura Piedro Tuchtenhagen Isabella Ibeas (T)        | BRA Brasil         | 6:03.80 |       |
| 6                 | Oriana Ruiz Clara Galfre Ingrid Marcipar Olivia Peralta Joaquín Riveros Martín Mansilla Emiliano Calderón Santiago Deandrea Joel Infante (T)            | ARG Argentina      | 6:10.84 |       |